# Sandwich-Technik (Fremdsprachenunterricht)
Die Sandwich-Technik bezeichnet ein Verfahren zur mündlichen Bedeutungsvermittlung im Fremdsprachenunterricht. Bei dieser Technik gibt der Lehrer, nachdem er im Sprachfluss der zu erlernenden Sprache einen unbekannten Ausdruck verwendet hat, eine treffende, idiomatische gemeinsprachliche Übersetzung und wiederholt anschließend den ursprünglichen Ausdruck. So bildet die Abfolge der fremdsprachlich-gemeinsprachlich-fremdsprachlich gesprochenen Textstücke, bildlich gesprochen, ein Sandwich.

## Prinzip
Wenn der Lehrer einen Dialog einübt und einen Satz vorspricht, der Unbekanntes enthält, fügt er nach dem unbekannten Ausdruck eine passende Übersetzung ein und wiederholt dann das fremdsprachliche Original, das die Schüler nun unmittelbar nachsprechen: L2 ⇒ L1 ⇒ L2.
- Englischlehrer: What’s the matter? -  Was ist (denn) los? - What’s the matter?
- Schüler: What’s the matter?

Durch die Wiederholung des Originals werden Interferenzen durch die Gemeinsprache vermieden und die Schüler können sich auf das Nachsprechen konzentrieren, ohne von der Sinnsuche abgelenkt zu werden. Die Übersetzung  „kann man sehr diskret handhaben, etwa in der Art des Beiseite-Sprechens oder des Zuflüsterns“. Auf diese Weise kann der Lehrer problemlos Arbeitsanweisungen und Ähnliches einführen, und es gelingt ihm besser als in einem rein einsprachigen Unterricht, die Fremdsprache als Arbeitssprache durchzusetzen.
Es ist allerdings darauf zu achten, dass einmal eingeführte Ausdrücke beibehalten werden und nicht erneut übersetzt werden brauchen.
Außerdem können authentische Texte früher eingeführt werden:
Englischlehrer (erzählt ein Märchen auf Englisch): „… and her stepmother scolded her without mercy -  schimpfte sie erbarmungslos aus – she scolded her without mercy…“
Die Übersetzungen erscheinen immer in fremdsprachigen Kontexten und sind nicht mit isolierten Vokabelgleichungen zu verwechseln. Für Wolfgang Butzkamm ist die Sandwich-Technik eine zentrale Technik im Fremdsprachenunterricht.  Sie geht zurück auf C. J. Dodsons bilinguale Methode und wird explizit beispielsweise im Konzept Basic Global English angewandt. Die Bezeichnung findet sich bei Butzkamm & Eschbach (1985, S. 134).

## Weitere Anwendungsbeispiele
- Lehrer: Your job is to match the sentences –  die Sätze zuzuordnen –  to match the sentences.
- Lehrer: There’s  a printing error here –  ein Druckfehler –  a printing error.